# Boca de Ouro
Boca de ouro es una obra de teatro brasileña, escrita por Nelson Rodrigues en 1959 y estrenada en el Teatro Federação (más tarde conocido como Teatro Cacilda Becker) el 13 de octubre de 1960. Volvió a estar dirigida por Ziembinski, que actuó en el papel protagonista.

## Sinopsis
Boca de Ouro nació en el reservado de una discoteca y su primera cuna fue un lavabo donde su madre lo dejó, bajo el grifo abierto, en un bautismo cruel y pagano. El niño crece y se convierte en un maleante temido y respetado —una figura casi mitológica en la comunidad donde vive—. Boca se mandó arrancar todos los dientes y que le implantaran dientes de oro. Pensaba que sería enterrado en un féretro todo de oro. Decían que se quedaba con las mujeres de los hombres casados y derretía sus alianzas para hacer el féretro. Poderoso y carismático, siempre mantenía la calma a no ser que le mentaran a su madre y a su nacimiento. 
El personaje es descrito a través de tres relatos diferentes, tras su muerte. Fascinado con la historia del criminal, el periodista Caveirinha busca una examante, D. Guigui para que le dé material para un artículo. Los relatos de esta reflejan su estado emocional. En un primer momento, sin saber que Boca de Oro está muerto, lo retrata como un hombre cruel y insensible, capaz de matar un pobre hombre, inofensivo y cobarde, Leleco, para quedarse con su mujer, la fiel Celeste. Al saber de su muerte, lo llora y pasa a elogiarlo. Lo representa como un hombre riguroso que mata, pero no sin motivo, al tiempo que critica a su actual marido. Cuenta la misma historia, pero, esta vez, revela una Celeste nada fiel y un Leleco no tan inofensivo. La forma elogiosa como pasa a tratar a Boca de Ouro irrita al marido, que hace las maletas y decide irse de casa. Gracias al reportero Caveirinha, que se siente responsable por la separación, los dos se reconcilian. D. Guigui cuenta, entonces, una tercera versión de la misma historia sobre Boca de Ouro, en la cual se destaca no solo su poder y crueldad, sino también sus inseguridades.

## Narrativa
La primera escena de la obra es la única cuyos hechos forman parte de una narrativa supuestamente verídica. Se trata de cuando el protagonista paga una fortuna a un dentista para que le extraiga todos los dientes y en su lugar implante una dentadura toda de oro. Aparte de eso, los demás hechos serán narrados por la examante Dueña Guigui, en tres versiones diferentes sobre la vida del maleante conocido como Boca de Ouro. Todas esas versiones son contadas tras su muerte, cuando los periodistas van a la casa de Guigui, ahora casada y seria, para indagar sobre el antihéroe.
A ejemplo de otras narrativas típicamente rodrigueanas (ver Vestido de noiva , Toda nudez será castigada y Valsa nº 6), esta tampoco presenta la verdad objetiva de los hechos, sino la óptica distorsionada por la emoción o desvarío de una mujer.